# Хельденберг
Хельденберг (нем. Heldenberg) — коммуна (нем. Gemeinde) в Австрии, в федеральной земле Нижняя Австрия. 
Входит в состав округа Холлабрун.  Население составляет 1115 человек (на 31 декабря 2005 года). Занимает площадь 27,37 км². Официальный код  —  31019.

## Мемориал

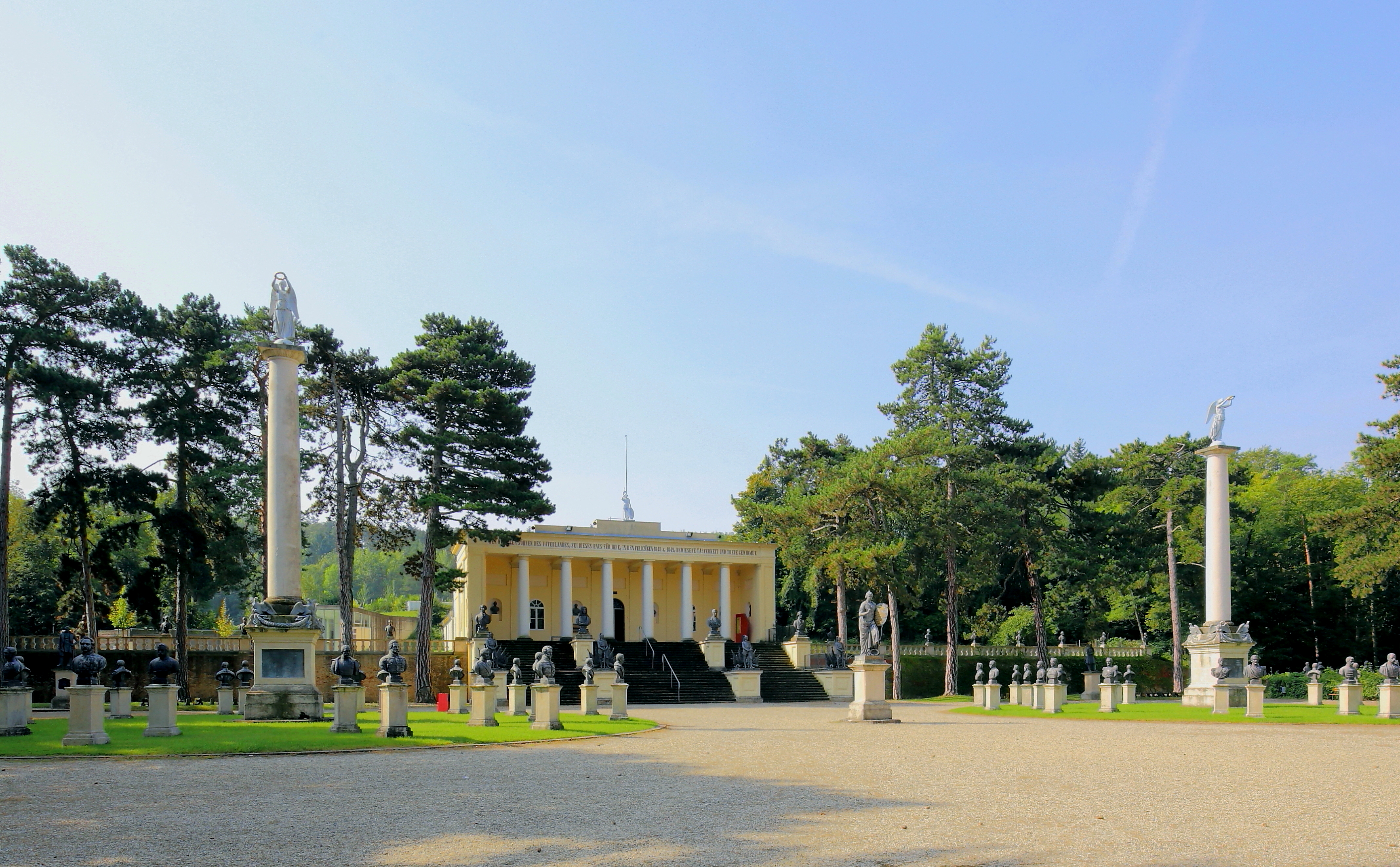
Мемориал Хельденберг

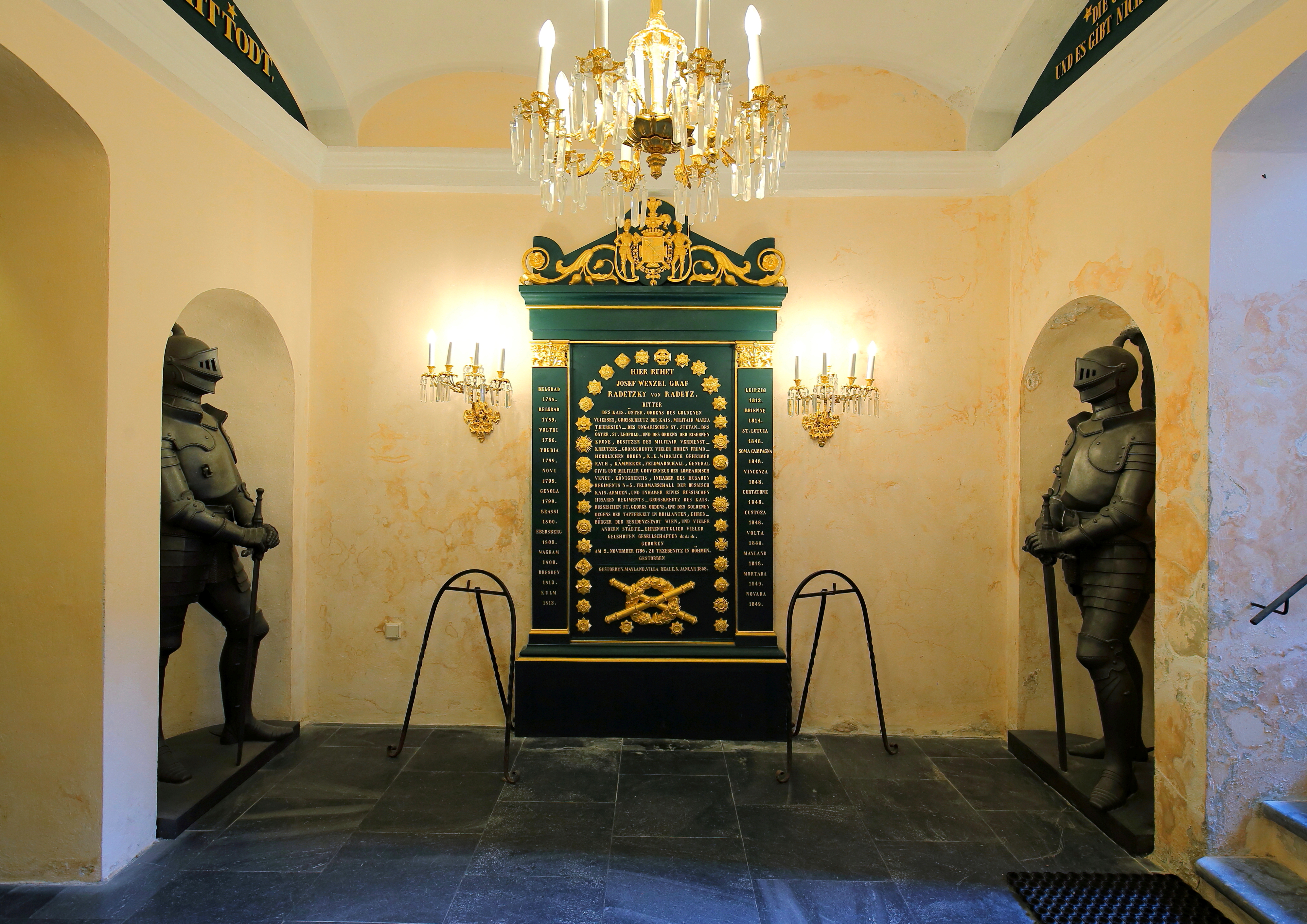
Склеп Йозефа Радецкого

Достопримечательностью коммуны является парковый ансамбль с бюстами и статуями австрийских императоров и выдающихся полководцев начиная со Средних веков, всего их там около 150. Его соорудил в середине XIX века коммерсант Йозеф Паргфридер, разбогатевший на поставках продовольствия, ткани и обуви для армии. Он был дружен с фельдмаршалом Йозефом Радецким фон Радецом и захотел устроить в честь него и других  выдающихся австрийских военачальников пантеон по образцу «Вальхаллы» под Регенсбургом. Так появилась «гора героев» — Хельденберг. В парке похоронены в специально построенном склепе Радецкий и еще один австрийский фельдмаршал, Максимилиан фон Вимпфен.

## Политическая ситуация
Бургомистр коммуны — Альфред Вундерер (АНП) по результатам выборов 2005 года.
Совет представителей коммуны (нем. Gemeinderat) состоит из 19 мест.
- АНП занимает 15 мест.
- СДПА занимает 4 места.